# C.J. Mosley
Clint Mosley Jr. (Mobile, Alabama, 19 de junio de 1992), más conocido como C.J. Mosley, es un jugador profesional estadounidense de fútbol americano que se desempeña en la posición de linebacker en New York Jets, equipo de la National Football League (NFL).

## Carrera
Fue seleccionado en la primera ronda en la Reunión Anual de Selección de Jugadores de la NFL de 2014. Hizo su debut profesional con el equipo Baltimore Ravens, en el cual jugó cinco temporadas (2014-2019), posteriormente pasó a New York Jets, donde lleva jugando cuatro temporadas.